# Isla Sherbro

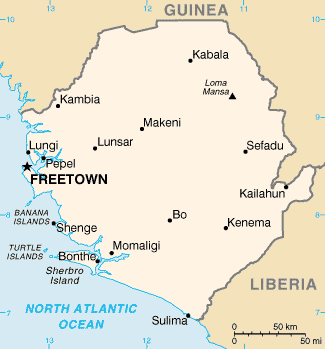
Mapa de Sierra Leona.

La Isla Sherbro (en inglés: Sherbro Island) es una isla en el océano Atlántico situado en el distrito Bonthe de la Provincia Sur de Sierra Leona. El pueblo Sherbro constituye el mayor grupo étnico de la isla, separada del continente africano por el río Sherbro al norte y el estrecho Sherbro al este.
Tiene aproximadamente 32 km de largo y unos 15 km de ancho abarcando una zona de unos 600 km cuadrados. Su punto más occidental es el Cabo St. Ann.
Su principal puerto y centro comercial es Bonthe, en el extremo oriental.
La isla dispone de unos 65 km de playas tropicales y el ministro de Turismo y Desarrollo de Sierra Leona ha realizado varios proyectos para su desarrollo turístico.

## Actividades económicas
Las principales actividades económicas de la isla son el cultivo del arroz, el turismo y la pesca.

## Historia
El pueblo Sherbro habitaba la isla antes de la llegada de los europeos. A comienzos del siglo XIX los británicos lo convirtieron en un puesto contra el tráfico de esclavos. La isla fue adquirida a los Sherbro y unida a la colonia de Freetown en 1861.
En 1815 Paul Cuffe instaló a un grupo de 88 esclavos liberados en Sherbro Island.
La isla fue también colonizada por Samuel J. Mills y Ebenezer Burgess a petición de la Sociedad Americana de Colonización. Esta adquisición fue autorizada mediante un acta del Congreso de los Estados Unidos el 3 de marzo de 1819, autorizando el regreso de los esclavos negros liberados a su "madre patria".
Un grupo de esclavos libres procedentes de América llegó a Sherbro Island en 1821, pero las enfermedades y las condiciones pantanosas de las islas les llevaron a abandonarla y dirigirse a Cabo Mesurado, donde crearon una nueva colonia en abril de 1822, y que sería el núcleo inicial de Liberia.

## Fauna
Se cree que Sherbro Island es el terreno de cría de tortugas verdes, así como de tortugas laúd.. En las aguas de la isla también habita una importante población de sábalo real o tarpón, a menudo objetivo de la pesca deportiva. 

## Población
En 1974 la población de la isla era de 18.991 habitantes. Para 2008 se estimaba en 44.991 personas.